# Hervartov
Hervartov je obec na Slovensku v okrese Bardejov. Žije zde 516 obyvatel, první písemná zmínka pochází z roku 1406.
Nachází se zde dřevěný římskokatolický kostel svatého Františka z Assisi postavený kolem roku 1500, který je národní kulturní památkou Slovenské republiky a v roce 2008 byl zapsán do seznamu Světového dědictví, a římskokatolický kostel Nejsvětějšího srdce Páně z let 1992 až 1997. Kolem dřevěného kostela jsou umístěny historické sýpky. V obci jsou roubené domy, většinou obílené nebo omazané, s šindelovými sedlovými a valbovými doškovými střechami.

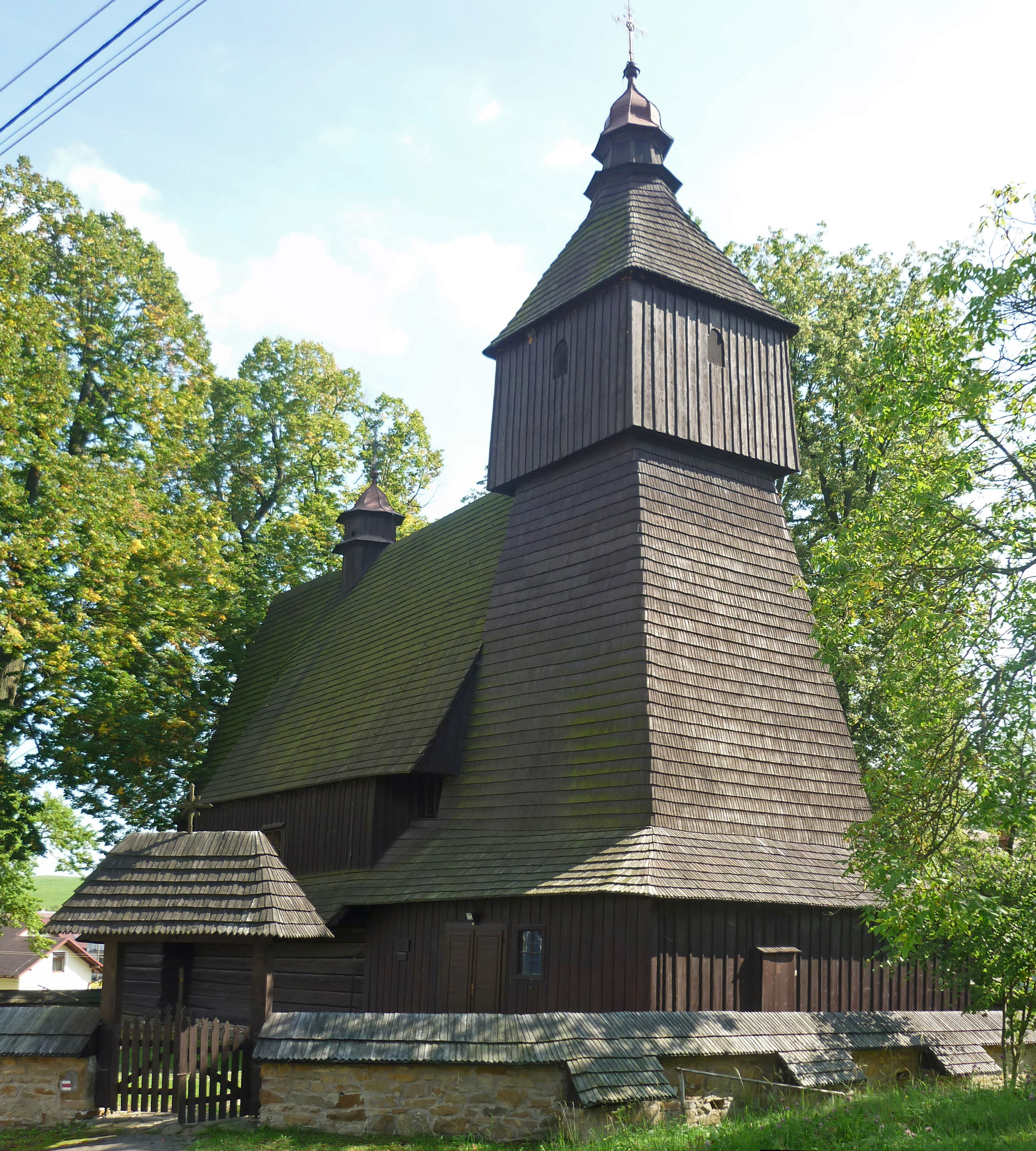
Dřevěný kostel v Hervartově
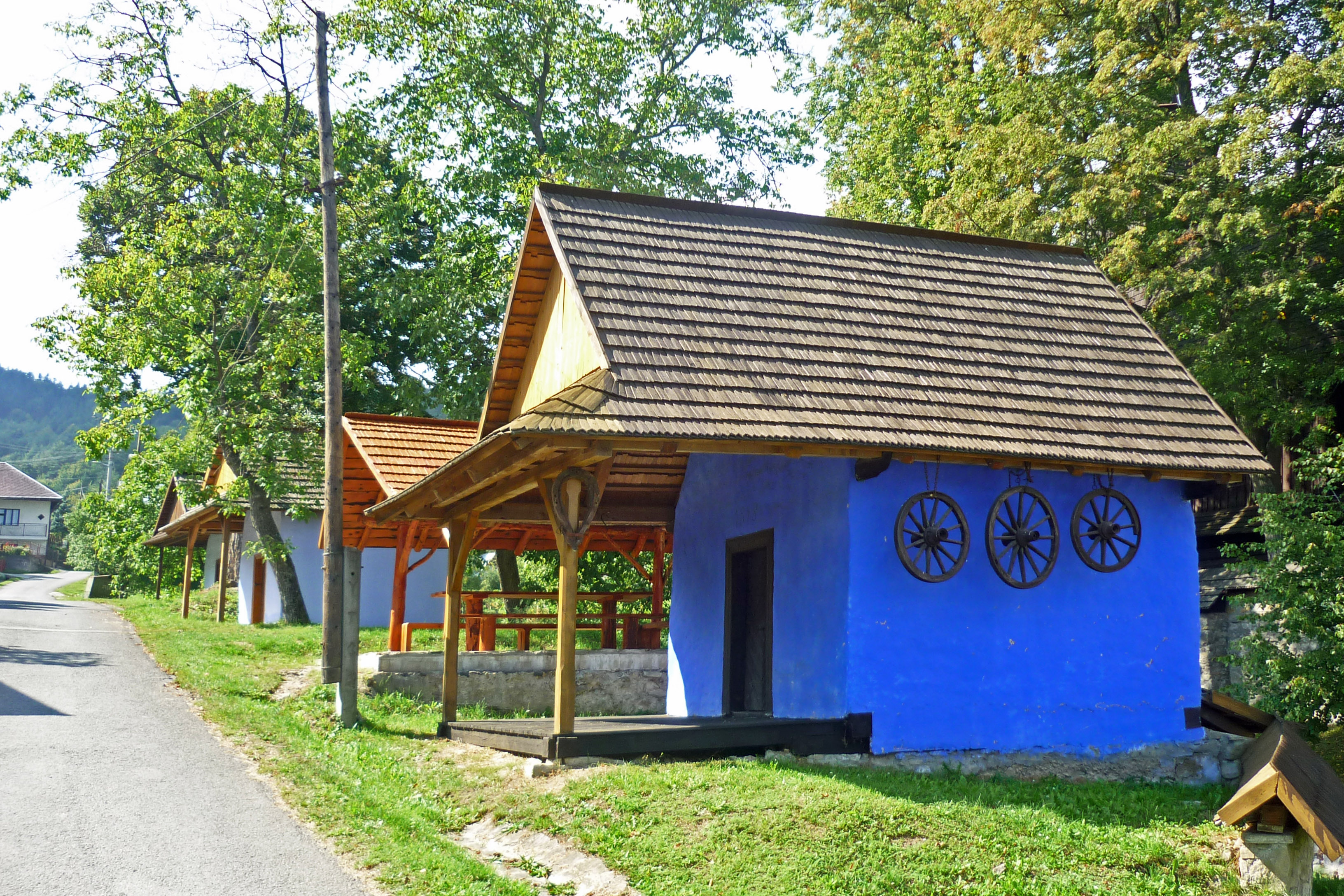
Tradiční sýpky